# Пентахлороосмат(III) аммония
Пентахлороосмат(III) аммония — неорганическое вещество, 
комплексная соль осмия, аммония и соляной кислоты
с формулой (NH4)2[OsCl5],

плохо растворяется в холодной воде,
образует кристаллогидрат — красно-бурые кристаллы.

## Физические свойства
Пентахлороосмат(III) аммония образует кристаллогидрат состава (NH4)2[OsCl5]•1,5H2O — красно-бурые кристаллы.
Растворяется в холодной воде и этаноле,
не растворяется в диэтиловом эфире.